# Песчаные всадники
«Песчаные всадники» (2001) — историческая повесть Леонида Юзефовича о бароне Р. Ф. Унгерне фон Штернберге.

## Сюжет
Молодой офицер Советской армии, служащий в Забайкалье, встречает старого пастуха-бурята Больжи. Больжи рассказывает ему историю о последних днях жизни барона Унгерна. О том, как Унгерн потерял свой талисман, что и послужило причиной его смерти.

## История создания и публикации
Судьбой Унгерна автор заинтересовался, когда служил в армии в Забайкалье. Впервые повесть опубликована в журнале «Уральский следопыт» (1984. № 8-9), книжная публикация — в 1985 году в сборнике «Приключения-85» издательства «Молодая гвардия». Отдельной книгой (вместе с рассказами «Гроза», «Бабочка» и «Колокольчик») вышла в 2001 году.